# Winamp
Winamp is een multimediaspeler waarmee muziek- en videoformaten op een computer kunnen worden afgespeeld. Winamp wordt geleverd door Nullsoft (later dochterbedrijf van AOL) en is geprogrammeerd door Justin Frankel. Winamp kan onder andere MP3, WAV en AAC+ afspelen. Het programma werd erg populair met de opkomst van gebruik van MP3 als geluidsformaat. Het uiterlijk van Winamp kan veranderd worden met skins en de werking met plug-ins, zoals Advanced Visualization Studio. Het programma is naar eigen voorkeur aan te passen.

## Kenmerken
Winamp biedt ondersteuning voor skins, waarmee het uiterlijk van Winamp aangepast kan worden. Op een computer waar meerdere personen gebruikmaken van hetzelfde gebruikersaccount kan tijdens de installatie gekozen worden om de skin te delen of voor iedere gebruiker aparte instelling vast te leggen. Stabiliteit en snelheid van het programma hangen nauw samen met de actieve skin.
Het heeft verder volgende mogelijkheden:
- audio- en videoformaten afspelen en converteren tussen bepaalde formaten. Als het bestand niet standaard kan worden afgespeeld, is de ondersteuning toe te voegen met plug-ins;
- cd's branden, een functie die steeds meer in mediaspelers tot uiting komt;
- een ingebouwde equalizer;
- de mediabibliotheek toont honderden muziek- en videostreams en geeft via internet toegang tot uitgezonden media;
- functies uitbreiden met plug-ins;
- het beheren van mediabestanden via de Media Library: zoeken en beoordelen van muziek en video;
- Winamp Pro kan cd's op maximale snelheid "rippen" en branden;
- mediabestanden zijn op te slaan als speellijst, dergelijke lijsten zijn te openen om de bijbehorende bestanden af te spelen;
- favoriete mediabestanden zijn gemakkelijk toegankelijk en goed georganiseerd via de Media Library;
- Winamp kan visuele effecten op de maat van de muziek op het scherm tonen;

## Internationaal
Sinds versie 2 ondersteunt Winamp taalpakketten, waardoor Winamp ook in het Nederlands verkrijgbaar werd.

## Stopzetting en overname
Op 20 november 2013 kwam een einde aan de ontwikkeling van Winamp. Er werd geen specifieke reden voor het stopzetten genoemd. Sinds 20 december 2013 is het programma niet meer te downloaden op de officiële website. De site en het forum waren nog wel bereikbaar. Op 1 januari 2014 werd bekend dat Winamp en SHOUTcast zijn overgenomen door het Belgische Radionomy. In 2017 leek het er op dat Winamp nieuw leven zou worden ingeblazen, de website werd geüpdatet en er werden vacatures uitgeschreven. In oktober 2018 werd een nieuwe versie gepubliceerd (5.8) en er kwamen berichten dat er in 2019 een nieuwe release zou komen. Op 19 november 2021 werd er een nieuwe website en logo gelanceerd. Tevens werd er via de website bekend gemaakt dat er gewerkt wordt aan een compleet nieuwe WinAmp, dat geen update meer is van eerdere versies.